# Yuji Hyakutake
Yuji Hyakutake (în japoneză 百武裕司, transcris: Hyakutake Yūji, n. 7 iulie 1950 la Shimabara, prefectura Nagasaki – d. 10 aprilie 2002, la Kagoshima) a fost un astronom amator japonez care a descoperit două comete C/1995 Y1 (prima cometă Hyakutake) în decembrie 1995 și C/1996 B2 (a doua cometă Hyakutake, cea mai cunoscută) la data de 30 ianuarie 1996, folosind un binoclu de 25x150.
A murit la 10 aprilie 2002 suferind de un anevrism. Asteroidul 7291 Hyakutake a fost denumit în cinstea sa.